# Vesna Bedeković
Prof. dr. sc. Vesna Bedeković, hrvatska pedagoginja i političarka, zastupnica u Hrvatskom saboru te ministrica za demografiju, obitelj, mlade i socijalnu politiku.

## Životopis

### Djetinjstvo, školovanje i mladost
Vesna Bedeković rođena je 22. veljače 1966. u Bjelovaru. Osnovnu školu završila je u Pitomači, a srednju u Virovitici. Diplomirala je 1996. pedagogiju na Pedagoškom fakultetu Sveučilišta Josipa Jurja Strossmayera u Osijeku. Magistrirala je i doktorirala na Filozofskom fakultetu Sveučilišta u Zagrebu. 

### Izvanpolitička karijera
Od 1987. do 2004. radila je kao učiteljica razredne nastave u osnovnim školama, a od 2004. do 2005. radila je kao pedagoška suradnica u pitomačkoj gimnaziji. Od 2005. do 2009. bila je pročelnica Upravnog odjela za prosvjetu, šport i kulturu te Upravnog odjela za društvene djelatnosti Virovitičko-podravske županije. Od 2007. bila je privremena, a 2009. do 2016. stalna dekanica Visoke škole za menadžment u Virovitici, čime je u prosvjeti provela ukupno 31 godinu. Od 2009. do 2013. bila je vijećnica u virovitičkoj Županijskoj skupštini.

### Politička karijera
Nakon što je Tomislav Tolušić postao ministar poljoprivrede, Vesna Bedeković zamijenila ga je 14. listopada 2016. kao zastupnica u Hrvatskom saboru, unatoč tome što je na izborima osvojila samo 0,83% glasova, uvjerljivo najmanje na listi HDZ-a. Ulaskom u Sabor napustila je dužnost dekanice. Tijekom mandata bila je predsjednica Odbora za obrazovanje, znanost i kulturu te članica više saborskih odbora: za obitelj, mlade i šport, za predstavke i pritužbe te za ravnopravnost spolova. Nakon što je ministrica Nada Murganić razriješena dužnosti, Vesna Bedeković postala je 2. ministrica za demografiju, obitelj, mlade i socijalnu politiku.
Kao zastupnica u Hrvatskom saboru djelovala je u 9., 10. i 11. sazivu.

### Znanstvena karijera
Tijekom četrdeset godina radnog vijeka, Bedeković je objavila čak 92 znanstvena rada. Članica je Hrvatskog pedagoškog društva i Međunarodne asocijacije za međukulturno obrazovanje. Radila je na integraciji Roma u društvo te na cjeloživotnoj edukaciji nastavnika. 

### Kulturna karijera
Bedeković je zapažena kroz dugogodišnji rad kao koreografkinja i umjetnička voditeljica KUD-a Pitomčanka te kao predavačica i demonstratorica izvornih pjesama, plesova i napjeva Pitomače i okolice na seminarima folklora panonske zone.

## Osobni život
Vesna Bedeković je u braku i ima dvije kćeri.